# Juillet 1911

## Événements
- 1er juillet :
  - Coup d'Agadir, Seconde crise marocaine : un cuirassé allemand, le Panther, se présente dans le port d'Agadir, pour protester contre l'avancée des troupes françaises au Maroc;
  - le Français Édouard Nieuport remporte la « Coupe Gordon Bennett » sur un « Nieuport » en couvrant 150 km en 1 heure et 11 minutes, soit une moyenne horaire de 125,663 km/h.

- 8 juillet : le Français Loridan bat le record d'altitude en avion : 3 177 mètres sur un « H. Farman ».

- 15 juillet : Le monument à Alfred Sisley est inauguré[1] sous la présidence d'Étienne Dujardin-Beaumetz au Champ de Mars à Moret-sur-Loing[2].

- 16 juillet : le Belge J. Olieslagers bat le record de distance de vol en avion : 625 km, sur un « Blériot ».

- 19 juillet : élections législatives au Portugal.

- 22  au 26 juillet : le Français Beaumont remporte le « Tour d'Angleterre et d'Écosse » en avion.

- 24 juillet : l'explorateur américain Hiram Bingham découvre la cité de Machu Picchu au Pérou.

- 26 - 29 juillet [3] : congrès universel des Races à Londres.

- 28 juillet
  - (Royaume-Uni) : création et enregistrement de la compagnie maritime Blue Star Line.
  - (France) : sortie du film La Ruse de Miss Plumcake de Georges Denola, avec Mistinguett et Louis Baron fils.

- 29 juillet : Horatio Herbert Kitchener devient consul britannique d’Égypte. Il mène une répression politique sévère contre les nationalistes.

## Naissances
- 5 juillet : Georges Pompidou, président de la république française († 2 avril 1974).
- 21 juillet : Marshall McLuhan, éducateur († 31 décembre 1980).
- 30 juillet : Bellor, peintre belge († 13 février 2000).

## Décès
- 23 juillet : René Binet, architecte, peintre et théoricien français (° 14 novembre 1866).
- 25 juillet : Armand Beauvais, peintre français.